# WNBA 2004
Die Saison 2004 war die achte reguläre Saison der Women’s National Basketball Association (WNBA).
Im September 2003 wurden die Cleveland Rockers aufgelöst.
Der achte WNBA Draft fand am 17. April 2004 in den NBA Entertainment Studios in Secaucus, New Jersey, Vereinigte Staaten statt.
Die WNBA Meisterschaft gewannen erstmals die Seattle Storm, die in der Finalserie die Connecticut Sun mit 2–1 besiegten. Storm Guard Betty Lennox wurde zum Finals-MVP ernannt.
In dieser Saison fand wegen der Olympischen Spiele in Athen kein WNBA All-Star Game statt. Jedoch spielte das US-amerikanische Team gegen eine internationale Auswahl an WNBA-Spielerinnen. Dieses Spiel konnte das US-amerikanische Team 74–58 gewinnen.

## Draft
- Hauptartikel: WNBA Draft 2004

Im September 2003 gaben die Besitzer der Cleveland Rockers bekannt, dass sie nicht länger das Team finanzieren wollten. Die WNBA fand keinen Besitzer für das Team, weshalb die Spielerinnen in einem Dispersal Draft von den anderen Teams der Liga gedraftet werden konnten.
Der achte WNBA Draft fand am 17. April 2007 in den NBA Entertainment Studios in Secaucus, New Jersey, Vereinigte Staaten, statt. Die Auswahlreihenfolge wurde bei einer Lotterie festgelegt. Diese gewannen die Phoenix Mercury vor den Washington Mystics.
Als ersten Pick zogen die Mercury Diana Taurasi. Danach wählte Washington auf dem zweiten Platz Alana Beard. Insgesamt sicherten sich die 13 Franchises die Rechte an 39 Spielerinnen. Den Hauptanteil mit 35 Spielerinnen stellten die Vereinigten Staaten.

### Top-5-Picks
Abkürzungen: Pos = Position, G = Guard, F = Forward, C = Center

| #  | Spielerin        | Nationalität       | Pos | WNBA-Mannschaft    | College/Profi-Team        |
| -- | ---------------- | ------------------ | --- | ------------------ | ------------------------- |
| 1. | Diana Taurasi    | Vereinigte Staaten | G   | Phoenix Mercury    | University of Connecticut |
| 2. | Alana Beard      | Vereinigte Staaten | G   | Washington Mystics | Duke University           |
| 3. | Nicole Powell    | Vereinigte Staaten | G/F | Charlotte Sting    | Stanford University       |
| 4. | Lindsay Whalen   | Vereinigte Staaten | G   | Connecticut Sun    | University of Minnesota   |
| 5. | Shameka Christon | Vereinigte Staaten | G/F | New York Liberty   | University of Arkansas    |

## Reguläre Saison

### Abschlusstabellen
Abkürzungen: Pl.=Platz, Sp. = Spiele, S = Siege, N = Niederlagen, GB = Spiele hinter dem Führenden der Conference
Erläuterungen:       = Playoff-Qualifikation,       = Conference-Sieger
| Pl. | Eastern Conference | Sp. | S  | N  | Siege in % | GB | Heim | Auswärts |
| --- | ------------------ | --- | -- | -- | ---------- | -- | ---- | -------- |
| 1.  | Connecticut Sun    | 34  | 18 | 16 | 52,9       | –  | 10:7 | 8:9      |
| 2.  | New York Liberty   | 34  | 18 | 16 | 52,9       | –  | 11:6 | 7:10     |
| 3.  | Detroit Shock      | 34  | 17 | 17 | 50,0       | 1  | 8:9  | 9:8      |
| 4.  | Washington Mystics | 34  | 17 | 17 | 50,0       | 1  | 11:6 | 6:11     |
| 5.  | Charlotte Sting    | 34  | 16 | 18 | 47,1       | 2  | 10:7 | 6:11     |
| 6.  | Indiana Fever      | 34  | 15 | 19 | 44,1       | 3  | 10:7 | 5:12     |

| Pl. | Western Conference       | Sp. | S  | N  | Siege in % | GB | Heim | Auswärts |
| --- | ------------------------ | --- | -- | -- | ---------- | -- | ---- | -------- |
| 1.  | Los Angeles Sparks       | 34  | 25 | 9  | 73,5       | –  | 15:2 | 10:7     |
| 2.  | Seattle Storm            | 34  | 20 | 14 | 58,8       | 5  | 13:4 | 7:10     |
| 3.  | Sacramento Monarchs      | 34  | 18 | 16 | 52,9       | 7  | 10:7 | 8:9      |
| 4.  | Minnesota Lynx           | 34  | 18 | 16 | 52,9       | 7  | 11:6 | 7:10     |
| 5.  | Phoenix Mercury          | 34  | 17 | 17 | 50,0       | 8  | 10:7 | 7:10     |
| 6.  | Houston Comets           | 34  | 13 | 21 | 38,2       | 12 | 9:8  | 4:13     |
| 7.  | San Antonio Silver Stars | 34  | 9  | 25 | 26,5       | 16 | 6:11 | 3:14     |

## Playoffs

### Conference Semifinals (Runde 1)

#### Eastern Conference
| Connecticut Sun (1) – Washington Mystics (4) | Connecticut Sun (1) – Washington Mystics (4) | Connecticut Sun (1) – Washington Mystics (4) | Connecticut Sun (1) – Washington Mystics (4) | Connecticut Sun (1) – Washington Mystics (4) | Connecticut Sun (1) – Washington Mystics (4) | Connecticut Sun (1) – Washington Mystics (4) |
| Datum                                        | Auswärtsteam                                 | Auswärtsteam                                 | Heimteam                                     | Heimteam                                     | Bem.                                         |                                              |
| -------------------------------------------- | -------------------------------------------- | -------------------------------------------- | -------------------------------------------- | -------------------------------------------- | -------------------------------------------- | -------------------------------------------- |
| 25. September                                | Connecticut                                  | 59                                           | 67                                           | Washington                                   |                                              |                                              |
| 27. September                                | Washington                                   | 70                                           | 80                                           | Connecticut                                  |                                              |                                              |
| 29. September                                | Washington                                   | 56                                           | 76                                           | Connecticut                                  |                                              |                                              |
| Connecticut gewinnt die Serie mit 2:1.       |                                              |                                              |                                              |                                              |                                              |                                              |

| New York Liberty (2) – Detroit Shock (3) | New York Liberty (2) – Detroit Shock (3) | New York Liberty (2) – Detroit Shock (3) | New York Liberty (2) – Detroit Shock (3) | New York Liberty (2) – Detroit Shock (3) | New York Liberty (2) – Detroit Shock (3) | New York Liberty (2) – Detroit Shock (3) |
| Datum                                    | Auswärtsteam                             | Auswärtsteam                             | Heimteam                                 | Heimteam                                 | Bem.                                     |                                          |
| ---------------------------------------- | ---------------------------------------- | ---------------------------------------- | ---------------------------------------- | ---------------------------------------- | ---------------------------------------- | ---------------------------------------- |
| 24. September                            | New York                                 | 75                                       | 62                                       | Detroit                                  |                                          |                                          |
| 26. September                            | Detroit                                  | 76                                       | 66                                       | New York                                 |                                          |                                          |
| 28. September                            | Detroit                                  | 64                                       | 66                                       | New York                                 |                                          |                                          |
| New York gewinnt die Serie mit 2:1.      |                                          |                                          |                                          |                                          |                                          |                                          |

#### Western Conference
| Los Angeles Sparks (1) – Sacramento Monarchs (4) | Los Angeles Sparks (1) – Sacramento Monarchs (4) | Los Angeles Sparks (1) – Sacramento Monarchs (4) | Los Angeles Sparks (1) – Sacramento Monarchs (4) | Los Angeles Sparks (1) – Sacramento Monarchs (4) | Los Angeles Sparks (1) – Sacramento Monarchs (4) | Los Angeles Sparks (1) – Sacramento Monarchs (4) |
| Datum                                            | Auswärtsteam                                     | Auswärtsteam                                     | Heimteam                                         | Heimteam                                         | Bem.                                             |                                                  |
| ------------------------------------------------ | ------------------------------------------------ | ------------------------------------------------ | ------------------------------------------------ | ------------------------------------------------ | ------------------------------------------------ | ------------------------------------------------ |
| 24. September                                    | Los Angeles                                      | 52                                               | 72                                               | Sacramento                                       |                                                  |                                                  |
| 26. September                                    | Sacramento                                       | 57                                               | 71                                               | Los Angeles                                      |                                                  |                                                  |
| 28. September                                    | Sacramento                                       | 73                                               | 58                                               | Los Angeles                                      |                                                  |                                                  |
| Sacramento gewinnt die Serie mit 2:1.            |                                                  |                                                  |                                                  |                                                  |                                                  |                                                  |

| Seattle Storm (2) – Minnesota Lynx (3) | Seattle Storm (2) – Minnesota Lynx (3) | Seattle Storm (2) – Minnesota Lynx (3) | Seattle Storm (2) – Minnesota Lynx (3) | Seattle Storm (2) – Minnesota Lynx (3) | Seattle Storm (2) – Minnesota Lynx (3) | Seattle Storm (2) – Minnesota Lynx (3) |
| Datum                                  | Auswärtsteam                           | Auswärtsteam                           | Heimteam                               | Heimteam                               | Bem.                                   |                                        |
| -------------------------------------- | -------------------------------------- | -------------------------------------- | -------------------------------------- | -------------------------------------- | -------------------------------------- | -------------------------------------- |
| 25. September                          | Seattle                                | 70                                     | 58                                     | Minnesota                              |                                        |                                        |
| 27. September                          | Minnesota                              | 54                                     | 64                                     | Seattle                                |                                        |                                        |
| Seattle gewinnt die Serie mit 2:0.     |                                        |                                        |                                        |                                        |                                        |                                        |

### Conference Finals (Runde 2)
| Connecticut Sun (1) – New York Liberty (2) | Connecticut Sun (1) – New York Liberty (2) | Connecticut Sun (1) – New York Liberty (2) | Connecticut Sun (1) – New York Liberty (2) | Connecticut Sun (1) – New York Liberty (2) | Connecticut Sun (1) – New York Liberty (2) | Connecticut Sun (1) – New York Liberty (2) |
| Datum                                      | Auswärtsteam                               | Auswärtsteam                               | Heimteam                                   | Heimteam                                   | Bem.                                       |                                            |
| ------------------------------------------ | ------------------------------------------ | ------------------------------------------ | ------------------------------------------ | ------------------------------------------ | ------------------------------------------ | ------------------------------------------ |
| 1. Oktober                                 | Connecticut                                | 61                                         | 51                                         | New York                                   |                                            |                                            |
| 3. Oktober                                 | New York                                   | 60                                         | 57                                         | Connecticut                                |                                            |                                            |
| Connecticut gewinnt die Serie mit 2:0.     |                                            |                                            |                                            |                                            |                                            |                                            |

| Seattle Storm (2) – Sacramento Monarchs (4) | Seattle Storm (2) – Sacramento Monarchs (4) | Seattle Storm (2) – Sacramento Monarchs (4) | Seattle Storm (2) – Sacramento Monarchs (4) | Seattle Storm (2) – Sacramento Monarchs (4) | Seattle Storm (2) – Sacramento Monarchs (4) | Seattle Storm (2) – Sacramento Monarchs (4) |
| Datum                                       | Auswärtsteam                                | Auswärtsteam                                | Heimteam                                    | Heimteam                                    | Bem.                                        |                                             |
| ------------------------------------------- | ------------------------------------------- | ------------------------------------------- | ------------------------------------------- | ------------------------------------------- | ------------------------------------------- | ------------------------------------------- |
| 1. Oktober                                  | Seattle                                     | 72                                          | 74                                          | Sacramento                                  | OT                                          |                                             |
| 3. Oktober                                  | Sacramento                                  | 54                                          | 66                                          | Seattle                                     |                                             |                                             |
| 5. Oktober                                  | Sacramento                                  | 62                                          | 82                                          | Seattle                                     |                                             |                                             |
| Seattle gewinnt die Serie mit 2:1.          |                                             |                                             |                                             |                                             |                                             |                                             |

### Finals (Runde 3)
| Seattle Storm (W2) – Connecticut Sun (E1)                                     | Seattle Storm (W2) – Connecticut Sun (E1) | Seattle Storm (W2) – Connecticut Sun (E1) | Seattle Storm (W2) – Connecticut Sun (E1) | Seattle Storm (W2) – Connecticut Sun (E1) | Seattle Storm (W2) – Connecticut Sun (E1) | Seattle Storm (W2) – Connecticut Sun (E1) |
| Datum                                                                         | Auswärtsteam                              | Auswärtsteam                              | Heimteam                                  | Heimteam                                  | Bem.                                      |                                           |
| ----------------------------------------------------------------------------- | ----------------------------------------- | ----------------------------------------- | ----------------------------------------- | ----------------------------------------- | ----------------------------------------- | ----------------------------------------- |
| 8. Oktober                                                                    | Seattle                                   | 64                                        | 68                                        | Connecticut                               |                                           |                                           |
| 10. Oktober                                                                   | Connecticut                               | 65                                        | 67                                        | Seattle                                   |                                           |                                           |
| 12. Oktober                                                                   | Connecticut                               | 60                                        | 74                                        | Seattle                                   |                                           |                                           |
| Seattle gewinnt die Serie mit 2:1. Betty Lennox wurde zum Finals-MVP ernannt. |                                           |                                           |                                           |                                           |                                           |                                           |

#### WNBA-Meistermannschaft
(Teilnahme an mindestens einem Playoff-Spiel)
| WNBA Meister Seattle Storm | Guards: Betty Lennox (Finals MVP), Sue Bird, Tully Bevilaqua, Michelle Greco Guard-Forwards: Sheri Sam Forwards: Alicia Thompson, Adia Barnes Forward-Center: Lauren Jackson, Kamila Vodichkova Center: Janell Burse, Simone Edwards Cheftrainer: Anne Donovan |

## WNBA Awards und vergebene Trophäen
| Auszeichnung                            | Spielerin                  | Mannschaft                     |
| --------------------------------------- | -------------------------- | ------------------------------ |
| WNBA Finals MVP Award                   | Betty Lennox               | Seattle Storm                  |
| WNBA Most Valuable Player Award         | Lisa Leslie                | Los Angeles Sparks             |
| WNBA Defensive Player of the Year Award | Lisa Leslie                | Los Angeles Sparks             |
| WNBA Most Improved Player Award         | Kelly Miller/ Wendy Palmer | Indiana Fever/ Connecticut Sun |
| WNBA Peak Performer                     | Lauren Jackson             | Seattle Storm                  |
| WNBA Peak Performer                     | Lisa Leslie                | Los Angeles Sparks             |
| WNBA Rookie of the Year Award           | Diana Taurasi              | Phoenix Mercury                |
| Kim Perrot Sportsmanship Award          | Teresa Edwards             | Minnesota Lynx                 |
| WNBA Coach of the Year Award            | Suzie McConnell-Serio      | Minnesota Lynx                 |

### All-WNBA Teams
| All-WNBA First Team |                                |
| Guards:             | Diana Taurasi – Sue Bird       |
| Forwards:           | Lauren Jackson – Tina Thompson |
| Center:             | Lisa Leslie                    |

| All-WNBA Second Team |                               |
| Guards:              | Nikki Teasley – Nykesha Sales |
| Forwards:            | Tamika Catchings – Swin Cash  |
| Center:              | (SAC) Yolanda Griffith        |